# Dolenje Gradišče (Dolenjske Toplice)
Dolenje Gradišče (deutsch Untergradisch bei Töplitz) ist eine Siedlung in der slowenischen Gemeinde Dolenjske Toplice im Südosten des Landes. Die Gegend ist Teil der historischen Region Unterkrain und gehört heute zur Region Jugovzhodna Slovenija (Südost-Slowenien). 
Das Dorf liegt am rechten Ufer der Sušica-Mündung im Bereich ihrer Mündung in die Krka (dt. Krainer Gurk) gegenüber von Gorenje Polje.
Nördlich der Siedlung existieren die Reste einer Wallburg aus der Eisenzeit.